# 巴西文化

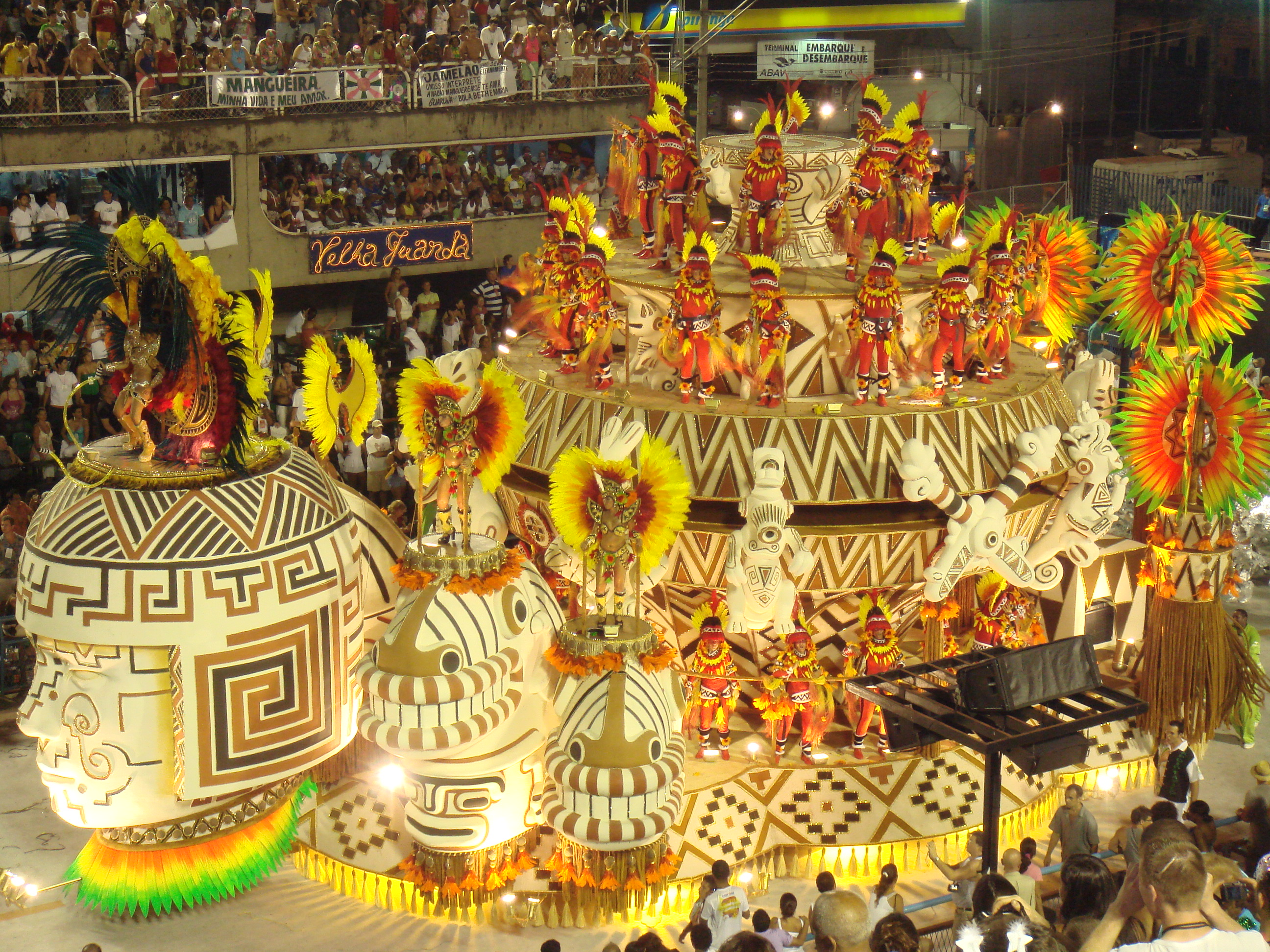
里约热内卢的嘉年华会

巴西的文化具有多重民族的特性，巴西作為一個民族大融爐，有來自歐洲、非洲、亞洲等其他地區的移民。在音樂舞蹈足球方面都有十分不同的表現。

## 音樂
不管在藝術形式或通俗特色方面，巴西音樂均引起世人注目。19世紀具有國際聲望的作曲家哥梅斯（Antônio Carlos Gomes）即是巴西人，其作品具有義大利風情，包括一齣根據阿倫卡爾的《瓜拉尼人》寫成的歌劇。20世紀的維拉洛博斯（Heitor Villalobos）也獲得國際盛名，作品主要以本土主題和樂器為基礎。

## 舞蹈
巴西普遍的音樂舞蹈時尚（如：森巴舞）多來自民間，主要受非裔所影響深遠。也是由未接受正式音樂訓練的人演奏。每年二月嘉年華會時蜂擁而出的新歌曲，有許多題材是當時的社會環境或是週遭發生的事情，透過個人演出表現多姿多采的嘉年華會，正是巴西多重文化的表現方式之一。 

### 卡波耶拉

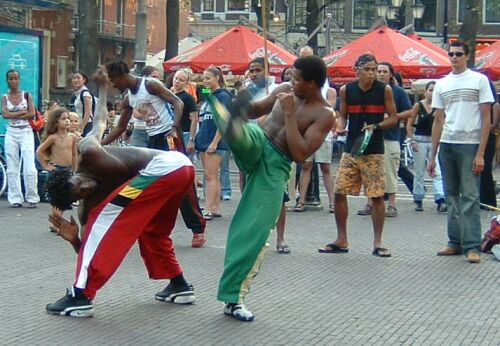
街头上的卡波耶拉表演

卡波耶拉是一种16世纪时由巴西的非裔移民所发展出，介于艺术与武术之间的独特舞蹈。虽然其伴随音乐节奏以通常为两人一组的方式而起舞与一般舞蹈雷同，但是舞蹈动作中结合了大量侧空翻、回旋踢、倒立等武术动作，却被认为有极浓厚的战斗用途。虽然已经存在数百年，但一直到1930年代以后卡波耶拉舞才正式地被允许在民间习授流传，由于这种舞蹈起源于非洲却又融入了相当程度巴西本土原住民的文化特性，因此被认为是巴西最重要的本土文化象征与国技之一。

## 美術
對巴西民間藝術重新燃起的興趣，是與1920年代現代主義運動同時發生的，在音樂方面為詩人小說家馬裡奧‧安德拉德所提倡。巴西最重要的藝術博物館為聖保羅藝術博物館。

## 節假日
| 日期             | 中文名         | 葡萄牙文名                           | 備註     |
| ---------------- | -------------- | ------------------------------------ | -------- |
| 1月1日           | 元旦日         | Confraternizacao Universal, Ano Novo |          |
| 二月多但日期不定 | 嘉年華會       | Carnaval                             |          |
| 日期不定         | 耶穌受難日     | Paixao de Cristo                     |          |
| 4月21日          | 獨立英雄紀念日 | Tiradentes                           |          |
| 5月1日           | 勞動節         | Dia do Trabalho                      |          |
| 日期不定         | 基督聖體節     | Corpus Christi                       |          |
| 9月7日           | 國慶日         | Dia da Independencia                 | 紀念獨立 |
| 10月12日         | 聖母顯靈日     | Nossa Senhora Aparecida              |          |
| 11月2日          | 亡靈日         | Finados                              |          |
| 11月15日         | 共和國成立日   | Proclamacao da Republica             |          |
| 12月25日         | 聖誕節         | Natal                                |          |